# Friedrich von Wattenwyl (Bischof)

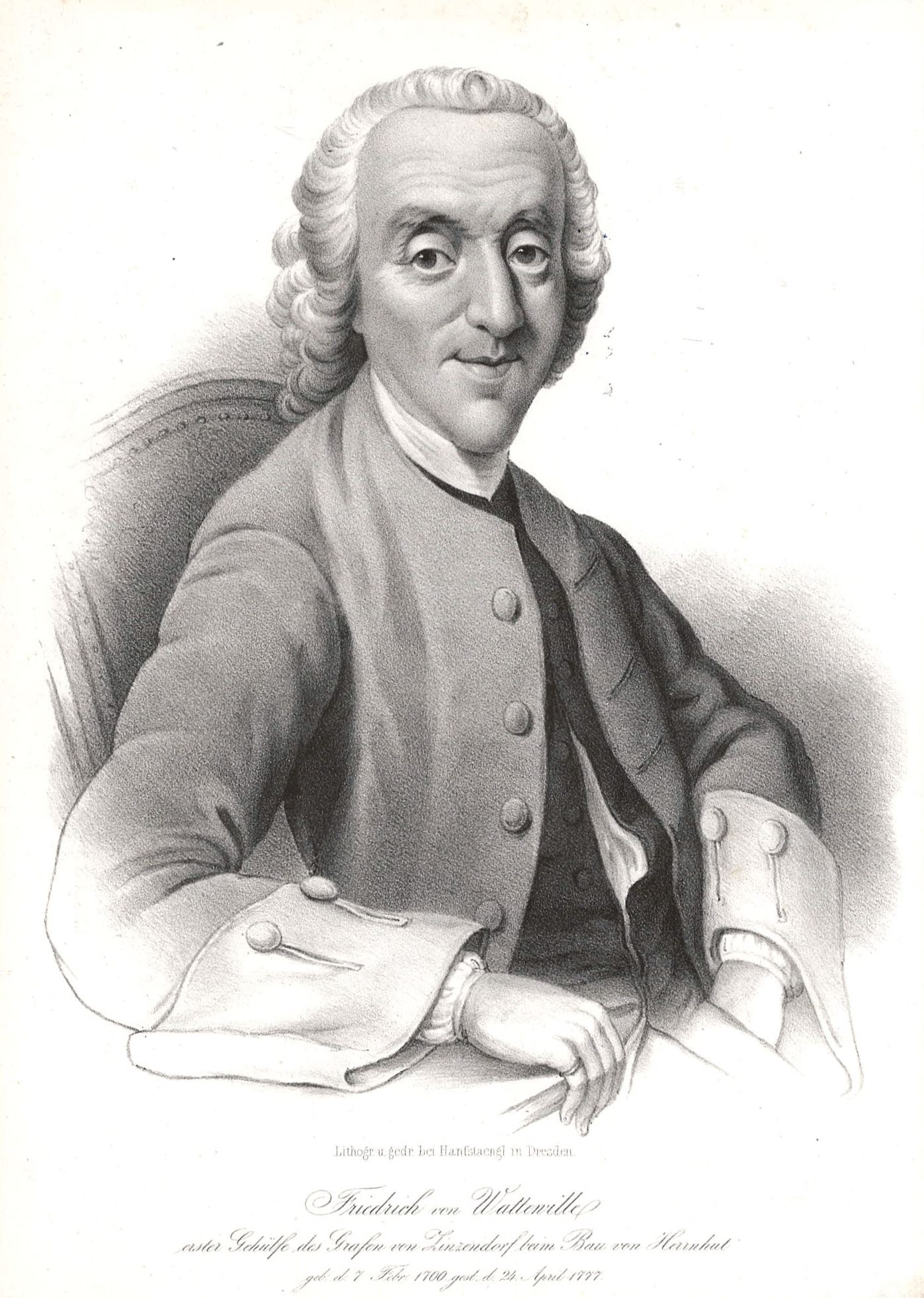
Friedrich von Wattenwyl

Friedrich von Wattenwyl (französisch de Watteville) (* 7. Februar 1700 in Bern, Stadt und Republik Bern, Alte Eidgenossenschaft, heute: Schweiz; † 24. April 1777 in Herrnhut. Oberlausitz, Freistaat Sachsen, heute: Sachsen, Deutschland) war ein Berner Patrizier, Pietist, Bankier, Gutsverwalter und später Bischof der Herrnhuter Brüdergemeine.

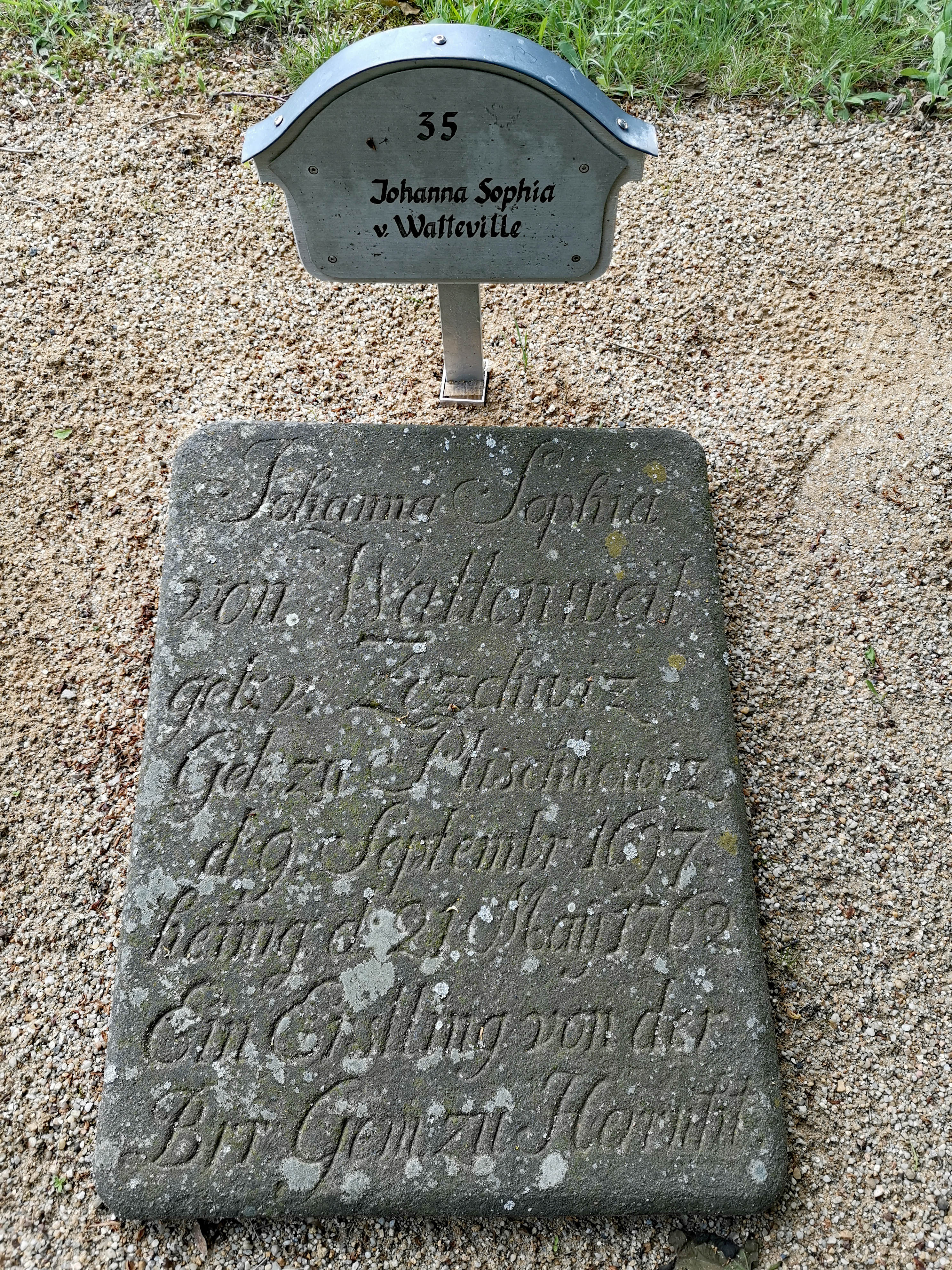
Grab der Ehefrau Johanna Sophia geborene von Zezschwitz (1697–1762) auf dem Herrnhuter Gottesacker

## Leben
Freiherr Friedrich von Wattenwyl entstammte der alteingessenen Berner Patrizierfamilie von Wattenwyl. Sein jüngerer Bruder war der ebenfalls pietistisch gesinnte Bankier Niklaus von Wattenwyl (1695–1783). Seine Mutter hiess Johanna Maria Frisching (1674–1705 oder 1710), sein gleichnamiger Vater (1665–1741) hatte 1699 wegen seiner pietistischen Einstellung keinen Assoziationseid geleistet und daher auf eine Ämterkarriere in Bern verzichten musste. 
Stattdessen kaufte der Vater die Besitzung Montmirail (heute in der neuenburgischen Gemeinde La Tène). Das dortige Schloss ging 1742, ein Jahr nach seinem Tod, an Heinrich Giller, einen Herrnhuter, als Erziehungsanstalt. Er betrieb es bis 1746 und verkaufte es aus politischen Gründen 1753 an Niklaus von Wattenwyl. Seit 1988 ist es bekannt als Communauté Don Camillo.
Friedrich von Wattenwyl wurde am 16. Februar 1700, neun Tage nach seiner Geburt, in Bern getauft. Er befreundete sich auf dem Pädagogium in Halle, das er ab 1713 oder 1715 besuchte, mit dem Grafen Nikolaus Ludwig von Zinzendorf. Gemeinsam gründeten sie als Fünfzehnjährige den Senfkorn-Orden, einen Bund zur Bekehrung von Heiden. Von 1716 bis zur Berner Bankenkrise von 1720 arbeitete er für das Bankhaus Malacrida & Cie., er war für die Bankgeschäfte in Paris zuständig und war für den Zusammenbruch der Bank mitverantwortlich.
Ab 1722 wirkte Friedrich von Wattenwyl als Gutsverwalter des Herrschaftssitzes von Zinzendorf in Berthelsdorf. Er half dort, die aus Böhmen und Mähren vertriebene Glaubensbrüder, die Böhmischen Brüder, anzusiedeln und die Herrnhuter Brüdergemeine zu gründen. Beim Bau des ersten Versammlungshauses 1724 betete er bei der Grundsteinlegung. Im März 1723 wurde er wegen einem Trostbrief an einen Angeklagten verhaftet und für eine kürzere Zeit ins Gefängnis von Dresden gebracht. Im gleichen Jahr begleitete er seinen Freund Zinzendorf auf Reisen nach Schlesien und nach Prag, wo er die Krönung des Kaisers Karl VI. als König von Böhmen miterleben konnte. Im September 1725 besuchte er den aufgeschlossenen katholischen Kardinal Louis-Antoine de Noailles in Paris und überbrachte ihm im Namen von Zinzendorf eine französische Übersetzung von Johann Arndts Wahrem Christenthum. Er wurde zwar freundlich empfangen und aufgenommen, doch eine grössere Wirkung konnte dieser Besuch nicht zeitigen.
Während Zinzendorfs Verbannung aus Sachsen (1737 bis 1747) war Wattenwyl Verwalter seiner Güter und Leiter der Gemeinde in Herrnhut, unternahm aber auch Reisen, teilweise gemeinsam mit Zinzendorf. Im Dezember 1739 bereisten die beiden die Schweiz, sie gingen nach Basel, Bern, Montmirail, wo von Wattenwyls Vater wohnte, und nach Oberdiessbach, wo der pietistische Pfarrer Samuel Lucius wirkte. 1743 wurde er im schlesischen Burau zum Bischof der Brüdergemeine ernannt.
Nebst seiner bischöflichen Arbeit versuchte von Wattenwyl nochmals für sein Gut Montmirail, das zu einer Flüchtlingskolonie von ausgegrenzten Pietisten und Waldensern geworden war, eine staatliche Anerkennung und kirchliche Freiheit zu erwirken, er scheiterte jedoch am Widerstand der neuenburgischen Pfarrschaft und Kirchenleitung.

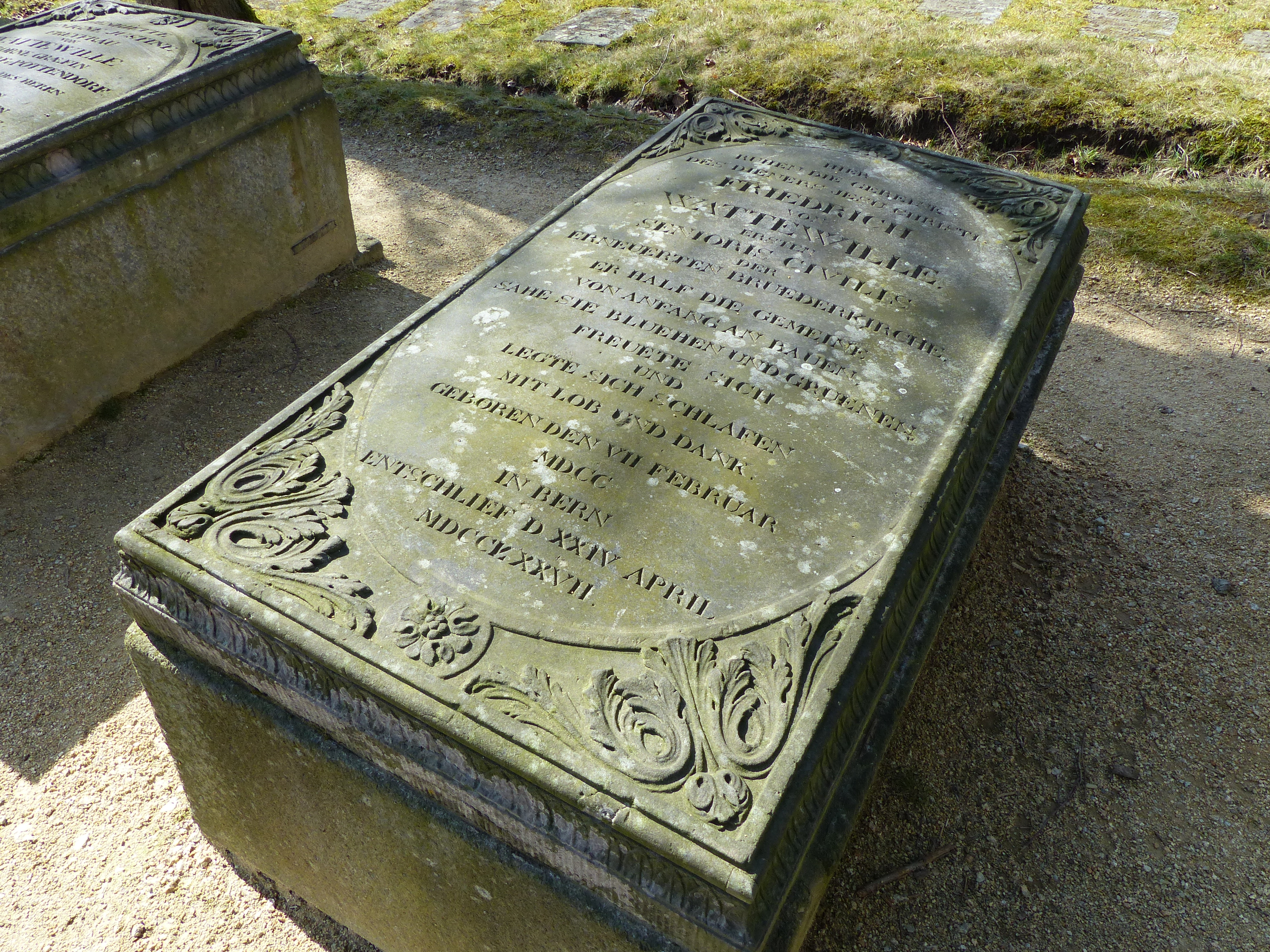
Grab auf dem Herrnhuter Gottesacker

Ab 1762 lebte er wegen Kränklichkeit zurückgezogen in Herrnhut, wo er am 24. April 1777 starb.

## Familie
1724 heiratete Wattenwyl Johanna Sophia von Zezschwitz (1697–1762) aus den Hause Pließkowitz.  Das historische Familienlexikon der Schweiz listet folgende Kinder auf:
- Niklaus Ernst Friedrich von Wattenwyl (1725–1726)
- Friederike Sophia Maria von Wattenwyl (1727–1727)
- Johann Rudolf Christian von Wattenwyl (1733–?)
- Friederike Sophia Charlotte von Wattenwyl († nach 1810; verheiratet mit Heinrich Brüning)
- Johann Michael von Wattenwyl-Langguth (1718–1788). 1744 adoptierte Friedrich den Kandidaten Michael Langguth, Sohn eines lutherischen Predigers, der den Namen Johannes von Wattenwyl annahm und sein Werk als Missionar und Bischof Missionar der Herrnhuter fortführte.[2][13] Er war mit der Gräfin Henriette Benigna Justine von Zinzendorf verheiratet.[14]